# نيم تشيمبسكي
نيم تشيمبسكي (بالإنجليزية: Nim Chimpsky)‏ (19 نوفمبر 1973 - 10 مارس 2000) كان شمبانزي أجريت عليه دراسةٌ موسعةٌ بهدف فهم المزيد عن قابليّة الحيوانات لاكتساب اللغة، وكان ذلك في جامعة كولومبيا في مدينة نيويورك. قاد المشروع كلٌّ من هربرت تيراس وتوماس بيفير، واختير الاسم «نيم تشيمبسكي» ليكون مُشابهاً لاسم نعوم تشومسكي، الذي كان يرى بأنّ اللغة هي مَلَكةٌ بشريّةٌ حصراً، فكانت هذه الدراسة بمثابة تحدٍّ لأطروحته. كان هذا المشروع شبيهاً بمشروعٍ سابقٍ عليه أجري على أنثى شمبانزي اسمها واشو.
نشأ نيم، مُنذ أن كان عمره أسبوعين، في بيئةٍ منزليّةٍ بصحبة أبوين بشريّين وطفلهما، ولكنّه نُقل بعد ذلك إلى جامعة كولومبيا تاركاً المنزل الذي ألفه، وكان عمره آنذاك سنتان، واستُكملت الدراسة هناك. كان مُبرّر النقل ما عدّه الباحثون مشاكل سلوكيّة. وبعد انقضاء المشروع ومُراجعة نتائجه خلص تيراس إلى أنّ نيم كان يستخدم لغة الإشارة الأمريكية مع الباحثين تقليداً كي يحصل على المُكافآت، لكنّه لم يفهم اللغة ولم يتمكّن من إنشاء أيّة جملة، بل كان يستخدم إشاراتٍ عشوائيّةٍ حتى يتلقى المُكافأة. قال تيراس بأنّه لم يلحظ طوال الدراسة أنّ جُلّ ما قام به نيم كان محض تقليدٍ لإشاراتٍ صدرت للتو عن أحد الباحثين، ولم ينتبه إلى ذلك إلّا بعد أن أوشك على إعلان نجاح التجربة. وبناءً على ذلك رأى تيراس أنّ كُلّ الدراسات التي تناولت موضوع لغة القردة العليا كانت تستندُ إلى معلوماتٍ مُضلّلةٍ. أثارت هذه الادّعاءات كثيراً من الجدل في المُجتمع العلميّ دون التوصل إلى توافق.